# آنا بسونووا
آنا بسونووا (به اوکراینی: Ганна Володимирівна Безсонова) ژیمناست زادهٔ ۲۹ ژوئیهٔ ۱۹۸۴ میلادی اهل کشور اوکراین است.